# Residencia Real de La Mareta
La Residencia Real de La Mareta, en el municipio de Teguise (Las Palmas), en la isla canaria de Lanzarote, España, es una de las residencias de la familia real española, gestionada por el organismo público Patrimonio Nacional. Es una moderna casa-palacio mandada construir por el rey Hussein I de Jordania a finales de los años 1970, diseñada por el arquitecto Fernando Higueras y el artista lanzaroteño César Manrique. Su nombre se debe a que en el mismo lugar existía una mareta, es decir, un aljibe que servía para recoger el agua de lluvia y como bebedero de animales.

## Historia del inmueble
El rey Hussein de Jordania mandó construir esta casa a orillas del mar en la localidad de Costa Teguise, en el municipio de Teguise, al Noreste de Lanzarote. Hussein jamás se hospedó en ella pero sí lo hizo uno de sus hijos para pasar allí un periodo de vacaciones tras su boda. A finales de 1980, Hussein regaló la casa a Juan Carlos I, rey de España, quien a su vez la cedió a Patrimonio Nacional.
La familia real ha frecuentado La Mareta como lugar de vacaciones. Lo hizo por vez primera en abril de 1993, tras la muerte del conde de Barcelona. En esta residencia murió, el 2 de enero de 2000, la madre del rey Juan Carlos, María de las Mercedes, cuando la familia recibía allí el Año Nuevo, después de pasar la Navidad en el Palacio de la Zarzuela.
También ha sido utilizada como residencia oficial de vacaciones de presidentes del Gobierno de España, como José María Aznar, José Luis Rodríguez Zapatero o Pedro Sánchez.

### Invitados
- El primer invitado que la utilizó fue el canciller alemán Helmut Kohl, durante la cumbre hispano-alemana celebrada en Lanzarote en el año 1991.
- En agosto de 1992 el expresidente de la URSS, Mijaíl Gorbachov y su esposa Raísa residieron allí durante tres semanas.
- Canciller alemán Gerhard Schröder.
- Presidente checo Václav Havel.
- Presidente del Gobierno español José María Aznar.
- Rodrigo Rato, político español.
- Presidente de Kazajistán, Nursultan Nazarbayev.
- En 2005 el presidente del Gobierno español José Luis Rodríguez Zapatero la eligió como lugar de veraneo.[3]
- En diciembre de 2005, los príncipes de Asturias y su hija Leonor pasaron parte de las vacaciones de Navidad allí.
- El actual presidente del Gobierno, Pedro Sánchez, la utiliza como residencia vacacional habitual durante su presidencia.[4][5][6][7]